# 秘魯水獺
秘魯水獺（Lontra felina），又名貓獺，是一種很稀少的水獺。牠們是南美洲中最多棲於海上的水獺，甚至很少到淡水或海口的地方。

## 分佈
秘魯水獺分佈在南美洲西南部的濱海帶。秘魯南部、智利沿海及阿根廷的最南端是牠們棲息最近岸的地方。牠們最遠可達福克蘭群島。

## 特徵
秘魯水獺長約1米及重4.5公斤。背部呈深褐色，腹部呈淺褐色。護毛灰色，覆蓋著保溫的毛皮。牠們的毛較海獺粗糙，估計是因牠們棲息的環境有很多岩石的緣故。牠們的前後肢都有蹼，尾巴很短。
秘魯水獺的下顎有8對牙齒，上顎有8-9對牙齒。牠們的牙齒是用來撕開食物，而多於磨碎食物。
秘魯水獺並不是兩性異形的，雌獺有4個乳頭。

## 習性及食性
秘魯水獺棲息在長滿海草及海藻的石灘，很少會到海口及河流。牠們喜歡巨浪及強風的環境，並不像其他水獺般喜歡平靜的水面。牠們有時會躲在洞穴內，其巢穴很多時會築在沒有陸地通道的地方。牠們也會避開沙灘。
秘魯水獺的食物不詳，但相信主要吃蟹、蝦、軟體動物及魚類。

## 行為及繁殖
秘魯水獺是日間活動的，很多時是單獨或以小群3隻出沒。牠們會在水面浮潛，只有頭部及背部露出水面，所以很難觀察到牠們。牠們是否有領地的不得而知，有時雄獺會打鬥，但交配的一對也有時會打鬥。牠們會在海岸線上顯眼的岩石上打鬥，牠們也會在這裡休息、進食及吼叫。牠們曾有試過合作捕獵較大的魚類，但似乎不是普遍的習性。
秘魯水獺可能是一夫一妻制、一妻多夫制或一夫多妻制的。牠們會於12月至1月間繁殖，妊娠期為60-70日，每胎約產2-5隻幼獺。幼獺頭10個月會待在母獺身邊。父母會餵養牠們，並教牠們獵食的技巧。

## 保育狀況
由於秘魯水獺很稀有，在秘魯、智利及阿根廷都受到保護。牠們以往被大量獵殺，目的是其毛皮或阻礙漁獲，在阿根廷及福克蘭群島大部份地方都看不見牠們的蹤影。現時野外的數目未明，而保護甚麼棲息地也不明。秘魯水獺於1976年列為《瀕危野生動植物種國際貿易公約》附錄一的物種，在美國被列為瀕危。